# Бял цвят
Белият е основен неутрален цвят, като тук думата цвят се използва условно, тъй като по дефиниция бялото е ахроматично, тоест не конкретен цвят, а що се отнася до човешкото възприятие е равномерното наличие на всички цветове до яркостно ниво, което вече не се възприема за светло сиво, а бяло. Физически погледнато бялото е цвета от отразяването и пропускането без никакво поглъщане или излъчването, когато става въпрос за източници, на всички дължини светлина абсолютно равномерно по цели видим спектър. Слънчевата светлина е грешно приемана за бяла, като тя наистина се доближава но не е абсолютно бяла. Близката до бяла светлина, включително и слънчевата, има основно свойство температура по Келвин, която се равнява на еквивалентната радиация от загрято до въпросната температура черно тяло. Истински белите обекти ще отразяват или пропускат светлината с температурата, която са осветени. Пак такъв обект осветен по-слабо ще се възприема за сив, а при липса на всякаква светлина черен. Човешкото зрение е грешно по-склонно да приема леко синкаво за истинско бяло.
В изобразителното изкуство е един от двата основни неутрални цветове заедно с черното. От белия цвят се произвеждат множество сложни вторични цветове (например розовият), като при смесването му с основните има способността да ги изсветлява. В съчетание с другия основен неутрален (ахроматичен) цвят - черен, се образува и единственият неутрален вторичен цвят - сив.